# Ouagadougou
Ouagadougou, in italiano Uagadugu (IPA: [waɡaˈduːɡu]), colloquialmente detta Ouaga, è la capitale del Burkina Faso ed il centro amministrativo, culturale ed economico della nazione. È anche la città più grande del Paese, con una popolazione di 2.200.000 persone nel 2015.
Le industrie primarie di Ouagadougou sono quella alimentare e tessile. La città è servita da un aeroporto internazionale ed è collegata da una ferrovia ad Abidjan in Costa d'Avorio. Non c'è nessun servizio ferroviario per Kaya. Ci sono diverse autostrade che collegano la città con Niamey, in Niger, il sud con il Ghana e il sud-ovest con la Costa d'Avorio. Ad Ouagadougou c'è uno dei mercati più grandi dell'Africa occidentale, che è bruciato nel 2003 e da allora è stato riaperto con strutture migliori per prevenire altri possibili incendi. Altre attrazioni includono il Museo Nazionale del Burkina Faso, il Palazzo Moro-Naba (sede della Cerimonia Moro-Naba), il Museo Nazionale della Musica e diversi mercati artigianali.

## Storia
Fondata nell'XI secolo, il suo nome - spesso abbreviato in Ouaga - risale al XV secolo: all'epoca, l'area era popolata da due etnie differenti, gli Yonyonse ed i Ninsi, costantemente in lotta tra loro. Nel 1441 Wubri, condottiero Yonyonse e una delle principali figure della storia del Burkina Faso, condusse la sua etnia alla vittoria e mutò il nome del luogo da “Kumbee-Tenga” (nome attribuito dai Ninsi) a “Wogodogo”, che significava "il luogo dove le persone ottengono onore e rispetto".
Capitale dell'Impero Mossi, a seguito della conquista francese dell'area nel 1896 entrò a far parte della colonia dell'Alto Volta e ne divenne capitale nel 1919; in quest'occasione si mutò il nome della città da Kombemtinga a Ouagadougou, che deriva da una deformazione di "Wogodogo" e rispetta l'ortografia e la pronuncia francese. Ouagadougou divenne nel 1960 la capitale dell'indipendente Alto Volta, ribattezzato Burkina Faso nel 1984.

### Attacco di AQIM e Al-Mourabitoun nel 2016
Il 15 gennaio 2016, uomini armati di armi pesanti hanno attaccato il ristorante Cappuccino e lo Splendid Hotel nel cuore di Ouagadougou. 28 persone furono uccise, mentre almeno 56 furono feriti; dopo un contrattacco governativo, sono stati liberati in totale 176 ostaggi la mattina successiva all'attacco iniziale. Sono stati anche uccisi tre terroristi.

## Posizione e clima
La città è collocata approssimativamente nel centro del paese (12,4° N 1,5° O). Il clima è piuttosto caldo, come nel resto dell'area sudanese-sahariana: le precipitazioni annuali sono di 788 mm annui, si distinguono la stagione delle piogge (da maggio ad ottobre) con una temperatura media di 30 °C, la stagione fredda (dicembre e gennaio) con una temperatura media di 19 °C e la stagione calda (aprile e maggio), in cui si raggiungono anche i 40 °C. I venti principali che interessano Ouagadougou sono l'harmattan, un vento secco di origine desertica, ed il monsone.
| Ouagadougou         | Mesi | Mesi | Mesi | Mesi | Mesi | Mesi | Mesi | Mesi | Mesi | Mesi | Mesi | Mesi | Stagioni | Stagioni | Stagioni | Stagioni | Anno |
| Ouagadougou         | Gen  | Feb  | Mar  | Apr  | Mag  | Giu  | Lug  | Ago  | Set  | Ott  | Nov  | Dic  | Inv      | Pri      | Est      | Aut      | Anno |
| ------------------- | ---- | ---- | ---- | ---- | ---- | ---- | ---- | ---- | ---- | ---- | ---- | ---- | -------- | -------- | -------- | -------- | ---- |
| T. max. media (°C)  | 33,3 | 36,3 | 38,4 | 39,1 | 37,3 | 34,3 | 31,8 | 30,9 | 32,0 | 35,5 | 36,0 | 33,6 | 34,4     | 38,3     | 32,3     | 34,5     | 34,9 |
| T. min. media (°C)  | 16,1 | 19,1 | 23,0 | 25,7 | 25,4 | 23,9 | 22,4 | 21,9 | 21,9 | 22,5 | 19,2 | 16,7 | 17,3     | 24,7     | 22,7     | 21,2     | 21,5 |
| Precipitazioni (mm) | 0    | 2    | 5    | 22   | 71   | 110  | 176  | 227  | 139  | 34   | 1    | 1    | 3        | 98       | 513      | 174      | 788  |

## Ordinamento e popolazione
Si è sviluppata attorno al palazzo imperiale di Mogho Naaba ed è diventata un centro urbano rilevante proprio grazie alla presenza coloniale.
L'organizzazione amministrativa del dipartimento di Ouagadougou è diversa da quella di tutti gli altri, ad esclusione del distretto di Bobo-Dioulasso, secondo del Paese per popolazione: esiste infatti un'ulteriore suddivisione amministrativa in 5 distretti (in francese arrondissement), ognuno dei quali ha un proprio sindaco ed un proprio consiglio che lo amministra.

### I distretti di Ouagadougou
| Distretto    | N. settori | N. villaggi | Abitanti |
| ------------ | ---------- | ----------- | -------- |
| Baskuy       | 12         | 0           | 180.512  |
| Bogodogo     | 5          | 2           | 374.473  |
| Boulmiougou  | 4          | 4           | 386.182  |
| Nongremasson | 6          | 5           | 188.329  |
| Sig-Noghin   | 3          | 3           | 163.859  |

## Economia
La moneta ufficiale del Burkina Faso è il Franco CFA. Dispone di un aeroporto internazionale, una tratta ferroviaria la collega ad Abidjan nella Costa d'Avorio e un'altra a Kaya nel nord del paese. Infine una strada la collega a Niamey, nel Niger. I mezzi di trasporto più diffusi in città sono le motociclette e le biciclette, anche se negli ultimi anni è cresciuto il numero delle automobili; nelle ore di punta il traffico è molto intenso. Ouagadougou possiede un'industria limitata, principalmente nel settore alimentare e tessile, e vi si svolgono il Gran mercato di Ouagadougou, uno dei più grandi dell'Africa occidentale, ed un festival biennale dell'artigianato, che sostiene di essere il più importante dell'Africa. Il settore alberghiero e della ristorazione è stato recentemente sviluppato ed ora sono presenti anche alberghi di lusso. In città ci sono due ospedali nazionali, il Centro ospedaliero nazionale Yalgado Ouedraogo (CHNYO) e il Centro ospedaliero nazionale pediatrico Charles De Gaulle (CHNP-CDG), e numerose altre infrastrutture sanitarie. Nella popolazione la medicina tradizionale gode ancora di notevole fiducia.

## Strutture

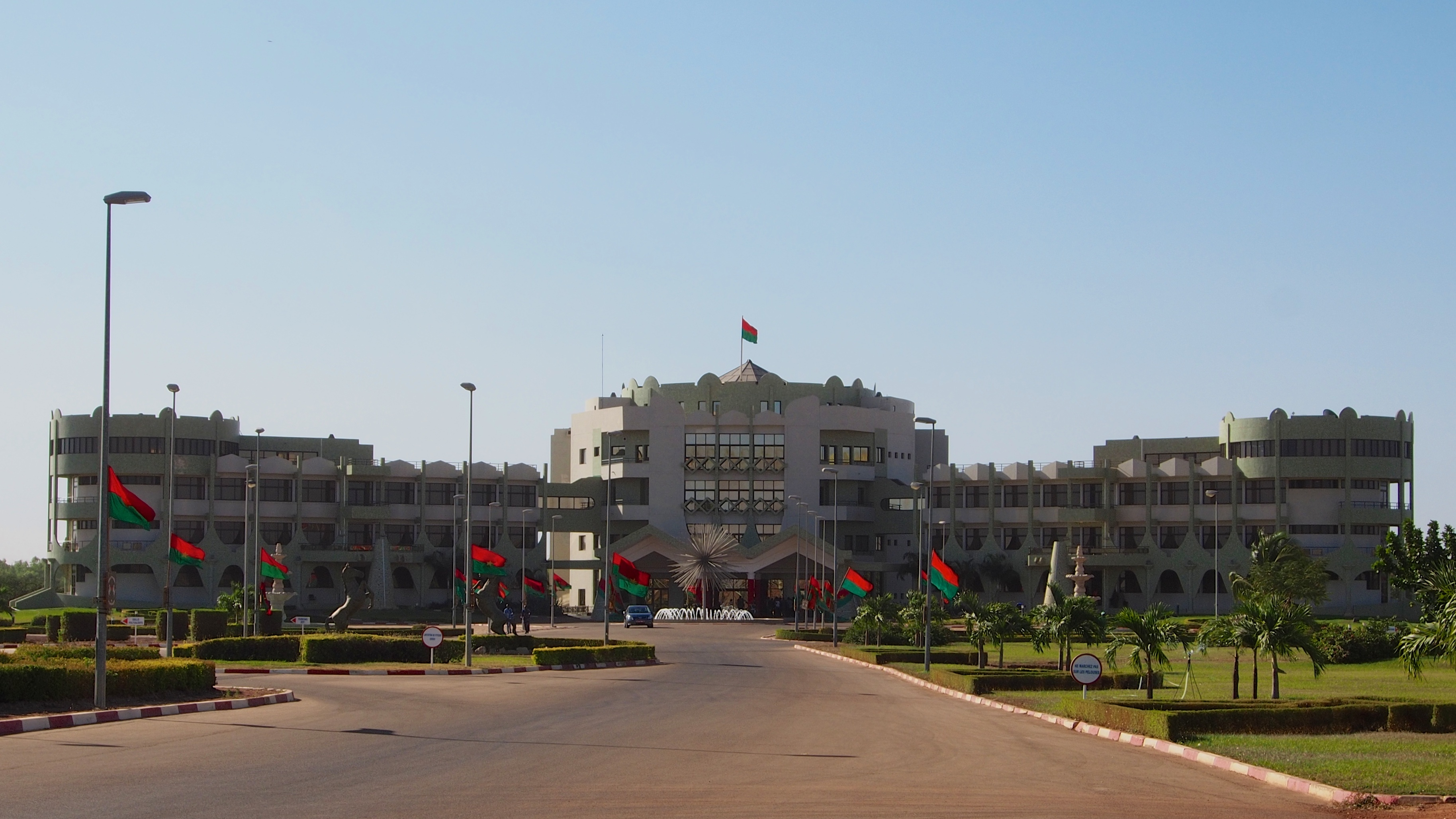
Il nuovo palazzo presidenziale

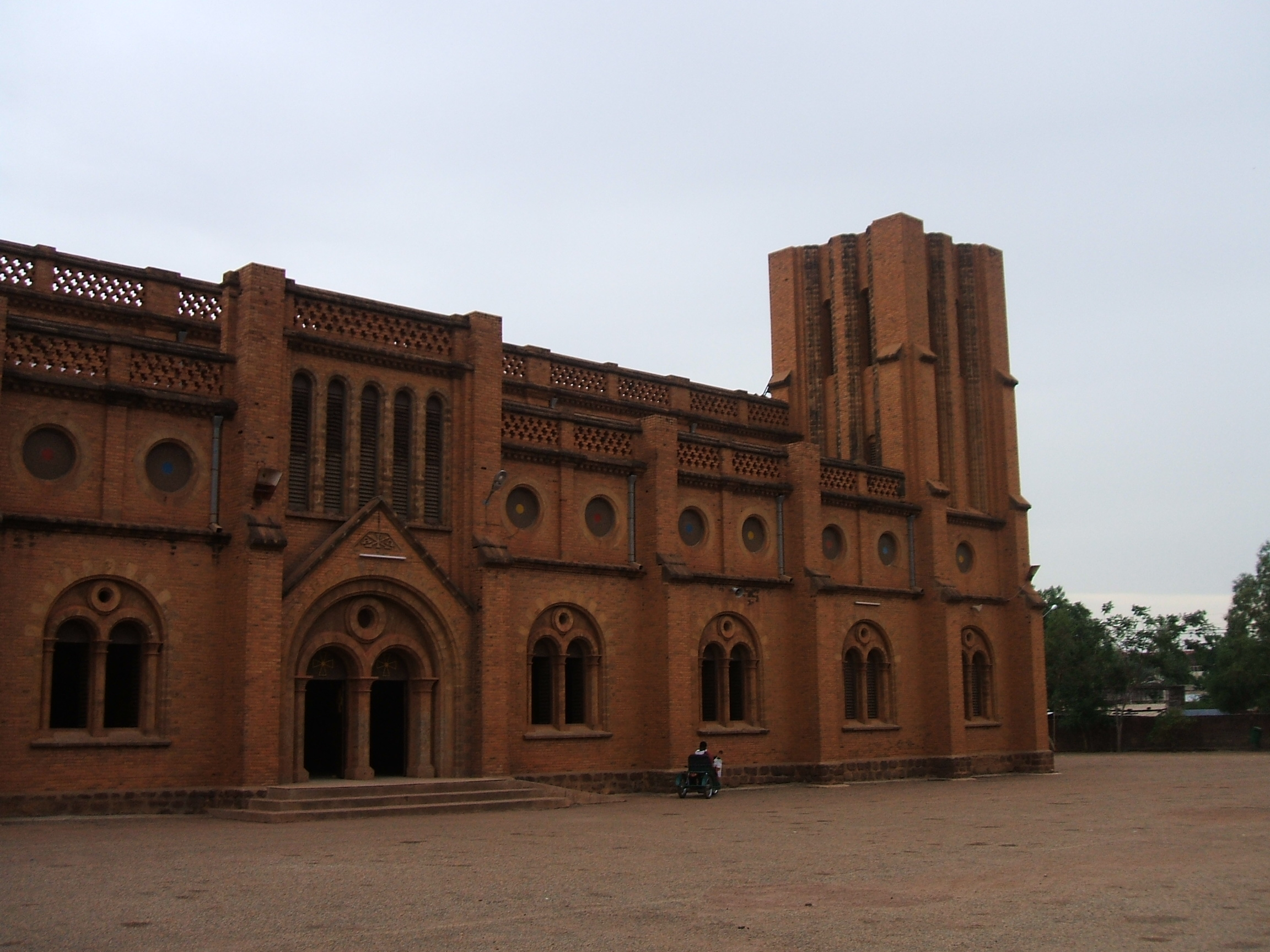
Cattedrale di Ouagadougou.

La città possiede pochi edifici moderni importanti, ad eccezione della sede della West African Central Bank, e la vecchia Moschea centrale resta uno degli edifici più alti e significativi. Altre attrazioni comprendono il Museo nazionale del Burkina Faso, il Palazzo Moro-Naba e diversi mercatini di artigianato, oltre alla Cattedrale di Ouagadougou ed alla Maison du Peuple.
Nella città si trovano alcuni parchi. Il principale è il parco Bangr-Weoogo, bosco un tempo considerato sacro e sede di riti iniziatici; con l'arrivo dei colonizzatori ha perso tali valenze ed è stato riconosciuto e tutelato come parco urbano (1932-1936), nel 1985 sono state rinnovate la sua conformazione e le sue finalità e nel 2001 il bosco ha assunto la denominazione di "Parco urbano Brang-Weoogo”, che significa "bosco della conoscenza". Il parco si estende per circa 263 ettari. Il parco denominato "L'Unité Pedagogique” è un giardino botanico di 8 ettari popolato da animali in semilibertà; un museo al suo interno illustra la storia nazionale. Il Giardino dell'amicizia Ouaga-Loudun è un altro spazio verde, rinnovato nel 1996 e legato al gemellaggio tra Ouagadougou and Loudun (Francia), collocato nel centro della città vicino alla Piazza delle Nazioni Unite.
La Piazza della grande Lione e la statua di un leone rampante collocatavi testimoniano i legami con Lione. Di fronte alla stazione ferroviaria si trova il monumento chiamato “Naba Koom”, una statua alta 6 m raffigurante una donna. A 30 km dalla città in direzione orientale si trovano il Parco di Ziniare e “Laongo”, dove blocchi di granito lavorati da numerosi scultori testimoniano i legami che legano artisti internazionali a Ouagadougou. A 55 km a Nord-Ovest dal centro cittadino il Museo Manega espone tutti gli strumenti musicali del Burkina Faso.

## Lingua e cultura
La lingua ufficiale è il francese e le principali lingue locali sono More, Djula e Fulfulde; dal 1994 l'insegnamento del francese si affianca a quello di una lingua locale. Il tasso di scolarizzazione e di alfabetizzazione non è molto alto. L'Università di Ouagadougou, fondata nel 1974 e a carattere pubblico, è stata la prima istituzione di istruzione superiore del Burkina Faso.
Negli ultimi anni le autorità hanno investito sulle comunicazioni ed i media per favorire lo sviluppo e sensibilizzare la popolazione per favorire il rispetto di norme igieniche e sradicare criminalità, prostituzione e analfabetismo. Ouagadougou costituisce un centro culturale grazie al SIAO (fiera internazionale di arte ed artigianato), al FESPACO, festival panafricano di cinema e televisione, e ad alcune altre rassegne organizzate dalla municipalità (FESPAM, FITMO e FESTIVO). Sono presenti molti cinema, oltre a night club e centri culturali francesi, americani e Zaka.

## Amministrazione

### Gemellaggi
- Lione
- Grenoble
- Québec
- Torino
- San Miniato
- Leuze-en-Hainaut
- Madinat al-Kuwait